# 微凹黃檀
微凹黃檀（學名：Dalbergia retusa），木材俗稱為可可波羅，是黃檀屬下的一種植物。它們是中等大小的樹，可以生長高達20-25米。它們主要生長在中美洲的墨西哥、伯利茲、哥斯達黎加、薩爾瓦多、瓜地馬拉、洪都拉斯、尼加拉瓜及巴拿馬。

## 木材

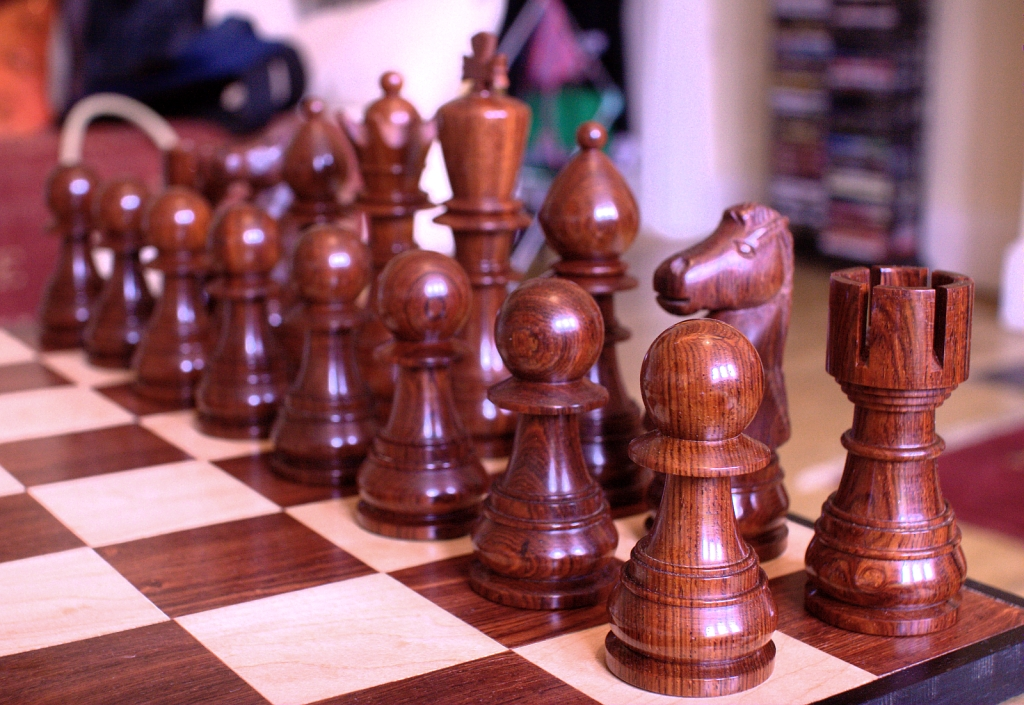
以可可波羅製成的棋子。

微凹黃檀的木材（可可波羅）是一種硬木，只會開採其心材。它們的心材呈橙色或紅褐色，有深色不規則的紋理。不使用的邊材呈奶黃色，與心材之間有明顯的分界。在被砍伐後，心材是會變色的。
可可波羅的表面及質感呈油性，可以重覆處理及耐水，故會製作為手槍及刀的把手。它們非常堅硬、紋理纖細及密度高，而且容易處理，能夠產生清澈的音調。它們表面可以打磨成有光澤的。其油性的材質並不適合使用膠水，且會阻礙一些油漆的乾涸。
一些可可波羅的比重超過1.0，即會沉在水中。
新可可波罗可用布擦可见色素晰出，遇水也会存在这种情况。老可可波罗则不会存在这种情况。

## 保育
由於可可波羅的美觀及價值，微凹黃檀被過度的砍伐。它們被世界自然保護聯盟列為易危，且受到《瀕危野生動植物種國際貿易公約》的保護。在國家公園、保護區及種植地以外，它們已經接近滅絕。